# Julio Olarticoechea
Julio Olarticoechea (18 d'octubre de 1958) és un exfutbolista argentí.

## Selecció de l'Argentina
Va formar part de l'equip argentí a la Copa del Món de 1982.